# Kocs
Kocs is een plaats (község) en gemeente in het Hongaarse comitaat Komárom-Esztergom. Kocs telt 2718 inwoners (2001).
Het Nederlandse woord 'koets' is evenals het Engelse woord coach afgeleid van de naam van deze plaats, omdat hier vroeger de eerste lichte rijtuigen gemaakt werden. Ook het Hongaarse woord kocsi (auto) is hiervan afgeleid.